# Klaus Tuchelt
Klaus Tuchelt (* 25. April 1931 in Dessau; † 21. September 2001 in Didim) war ein deutscher Klassischer Archäologe, der insbesondere mit den Ausgrabungen des antiken griechischen Heiligtums von Didyma verbunden war.

## Leben und Leistungen
Klaus Tuchelt legte 1949 das Abitur ab und begann im selben Jahr ein Studium der Klassischen Archäologie und der Klassischen Philologie an der Universität Halle, wo Herbert Koch sein erster wichtiger Lehrer wurde. Wegen der politischen Situation im Osten Deutschlands wechselte Tuchelt 1951 an die Freie Universität Berlin, wo zu dieser Zeit Friedrich Wilhelm Goethert lehrte. 1953 ging er an die Universität München, wo Ernst Buschor sein prägendster akademischer Lehrer werden sollte. Schon 1956 wurde Tuchelt bei Buschor mit einer Arbeit über Tiergefässe in Kopf- und Protomengestalt promoviert. 
Es folgte ein halbes Jahr, in dem Tuchelt für die Abteilung Athen des Deutschen Archäologischen Instituts in der Bibliothek und der Photothek beschäftigt war und danach mit einem weiteren Werkvertrag an der Zentrale in Berlin arbeitete. Es folgte eine kurze Tätigkeit für die Antikensammlung in West-Berlin, bei der er daran beteiligt war, die antiken Artefakte aus dem Kunstgutlager Schloss Celle wieder nach Berlin zu bringen. 1957/58 bekam er das Reisestipendium des Deutschen Archäologischen Instituts, mit dessen Hilfe er Italien, Ägypten, Griechenland, die Türkei und die Levante bereisen konnte. Hier bildeten sich enge, für den Rest seines Lebens bestehende Freundschaften zu seinen Mitstipendiaten Wolfgang Binsfeld, Heinz Cüppers, Lore Frey-Asche, Otto-Herman Frey und Helmut Schläger. Einem Charakterzug Tuchelts folgend, redeten sie sich trotz enger Freundschaft das restliche Leben mit „Sie“ an. Im Rahmen des Stipendiums konnte Tuchelt in Pergamon 1957 erstmals an einer archäologischen Grabung teilnehmen.
Bis zur Stipendiatszeit war Tuchelt archäologisch noch nicht auf einen bestimmten Raum festgelegt, der ihn besonders interessierte. 1958 wurde er an der Abteilung Istanbul des Deutschen Archäologischen Instituts als Referent angestellt. Durch Vermittlung des damaligen zweiten Direktors Heinz Luschey begann sich Tuchelt immer mehr mit der Türkei und der dortigen Archäologie zu beschäftigen. Wahrscheinlich war dieser Umstand vom ersten Direktor der Istanbuler Abteilung, Kurt Bittel, angestoßen worden, der in der Folgezeit eine Art Vaterfigur für Tuchelt wurde. Bittel erkannte die Neigungen und Fähigkeiten Tuchelts und förderte diese nachhaltig. 
1962 kam Tuchelt zum ersten Mal nach Didyma. Nach 1924 wurden die Grabungen erstmals für eine nur zehn Tage andauernde, aber überaus erfolgreiche Kampagne wieder aufgenommen. Während das Team um Heinrich Drerup und dessen Assistenten Friedrich Hiller innerhalb des Tempels grub und dort die heilige Quelle nachweisen konnte, grub die Mannschaft um Rudolf Naumann und Tuchelt außerhalb des Tempels und entdeckte die Reste einer archaischen Halle. 1964 wechselte Tuchelt als Assistent von Frank Brommer an die Universität Mainz und habilitierte sich dort mit einer Arbeit zum Thema Die archaischen Skulpturen von Didyma. Beiträge zur frühgriechischen Plastik in Kleinasien. 
1969 ging Tuchelt wieder zurück nach Istanbul, nun als zweiter Direktor der Abteilung. Da es ihm unvereinbar mit dieser Aufgabe erschien, jedes Semester in Mainz Veranstaltungen abzuhalten, ließ er seine Venia legendi verfallen und widmete sich von nun an ganz der Arbeit für das Deutsche Archäologische Institut. Die folgenden Jahre wurden die produktivsten seiner Karriere. Tuchelt beschäftigte sich mit der Topografie, mit den frühen Denkmälern der Römerzeit in Kleinasien und nicht zuletzt auch mit den epigraphischen Zeugnissen. Seit 1978 widmete er sich nahezu ausschließlich der Grabung in Didyma, wo er nicht nur die Durchführung, sondern auch die Planung, Organisation und Koordination leitete.
1981 erfolgte Tuchelts Berufung zum ersten Direktor an die Zentrale des Deutschen Archäologischen Instituts in Berlin, wo er der Stellvertreter des Präsidenten Edmund Buchner, danach von Helmut Kyrieleis war. Weiterhin widmete er sich der Ausgrabung in Didyma, der er auch nach der Pensionierung 1996 weiter als Grabungsleiter verbunden blieb. Der Band 46 der Istanbuler Mitteilungen wurde Tuchelt gewidmet; Haluk Abbasoğlu äußerte sich darin über das Glück, das nicht nur ein Archäologe mit einer Ausgrabungsstätte haben kann, sondern auch über das Glück, das wie in diesem Falle ein Grabungsort mit seinem Ausgräber hatte. Tuchelt verstarb 2001 im Alter von 70 Jahren am Grabungsort. Nachdem um die Mittagszeit sein Tod auf der Ausgrabungsstätte bekannt geworden war, wurden die Arbeiten eingestellt. Der hohe Respekt, den Tuchelt genoss, zeigte sich nun darin, dass die Grabungsarbeiter nicht nach Hause gingen, sondern sich im Hof den Grabungshauses versammelten, dort mehrere Stunden ausharrten und den Verstorbenen schließlich selbst aus dem Haus trugen. Tuchelt wurde schließlich auf dem Waldfriedhof Zehlendorf in Berlin beigesetzt.
Tuchelt war nicht nur Ausgräber Didymas und mehrte durch seine Forschungen die Erkenntnisse zu einem der wichtigsten Heiligtümer in der griechisch-antiken Welt. Vielmehr sorgte er auch für die Bearbeitung alter Grabungsergebnisse und widmete sich vor allem in seinen späteren Jahren dem Erhalt und der Konservierung der schon ausgegrabenen Fundplätze. Seit den späten 1980er-Jahren, besonders aber seit den 1990er-Jahren waren die Ausgrabungen immer mehr an historischen Fragen ausgerichtet, Tuchelt versuchte, die archäologischen Ergebnisse in einem historischen Kontext zu erfassen. Als Ausgräber in Didyma war er der eigentliche Nachfolger Theodor Wiegands.

## Schriften (Auswahl)
- Tiergefässe in Kopf- und Protomengestalt. Untersuchungen zur Formengeschichte tierförmiger Giessgefässe. Mann, Berlin 1962 (= Istanbuler Forschungen. Band 22).
- Die archaischen Skulpturen von Didyma. Beiträge zur frühgriechischen Plastik in Kleinasien. Mann, Berlin 1970, ISBN 3-7861-2036-6 (= Istanbuler Forschungen. Band 27).
- Vorarbeiten zu einer Topographie von Didyma. Eine Untersuchung der inschriftlichen und archäologischen Zeugnisse. Wasmuth, Tübingen 1973 (= Istanbuler Mitteilungen. Beiheft 9).
- Frühe Denkmäler Roms in Kleinasien. Beiträge zur archäologischen Überlieferung aus der Zeit der Republik und des Augustus. Band 1: Roma und Promagistrate.  Wasmuth, Tübingen 1979 (= Istanbuler Mitteilungen. Beiheft 23), ISBN 3-8030-1722-X.
- Einige Überlegungen zum Kanachos-Apoll von Didyma. In: Jahrbuch des Deutschen Archäologischen Instituts. Band 101, 1986, S. 75–84.
- Branchidai – Didyma. Geschichte, Ausgrabung und Wiederentdeckung eines antiken Heiligtums 1765 bis 1990. von Zabern, Mainz 1991 (= Zaberns Bildbände zur Archäologie. Band 3; Sonderhefte zur Antiken Welt), ISBN 3-8053-1316-0.